# اس‌اس الزا
اس‌اس الزا (به انگلیسی: SS Olza) یک کشتی بود که طول آن 68,22 m و ارتفاع آن 6,55 m بود. این کشتی در سال ۱۹۳۹ ساخته شد.